# Љубиша Стаменковић
Љубиша Стаменковић (Власотинце, 21. јула 1964) српски је фудбалски тренер и бивши фудбалер.
Тренутно је ангажован као тренер ГФК Слободе.